# Mozaïek van de Vier Paradijsrivieren

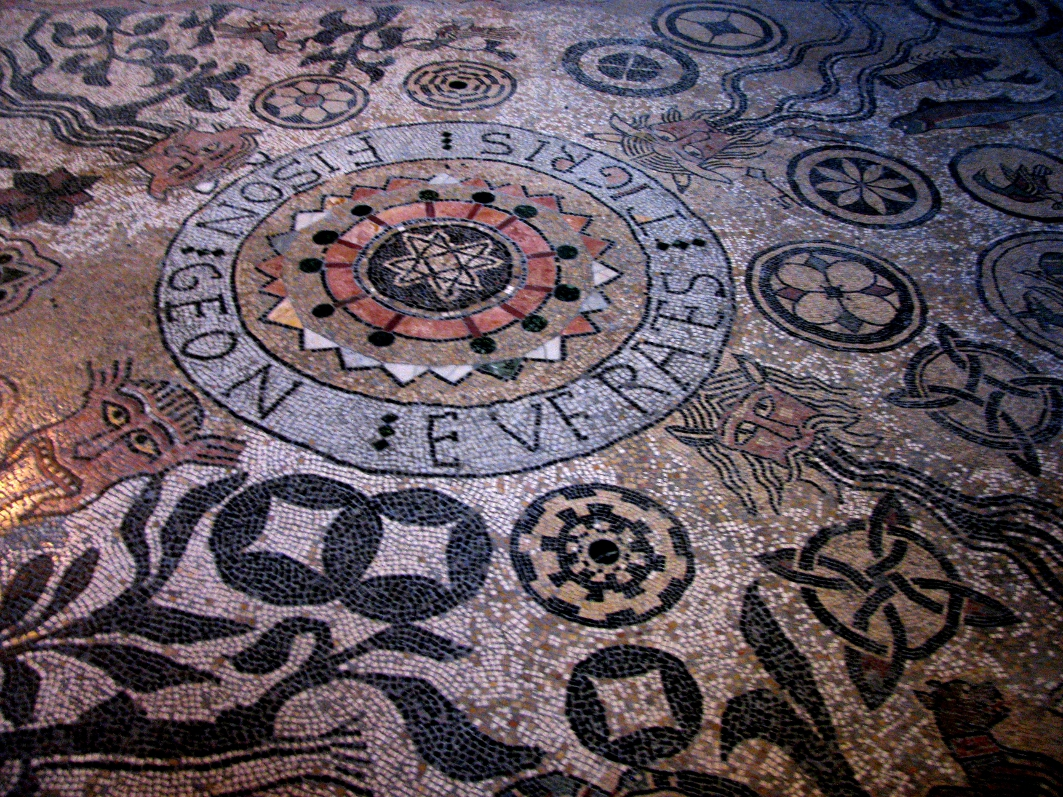
Mozaïek van de Vier Rivieren van het Aards paradijs: centraal gedeelte

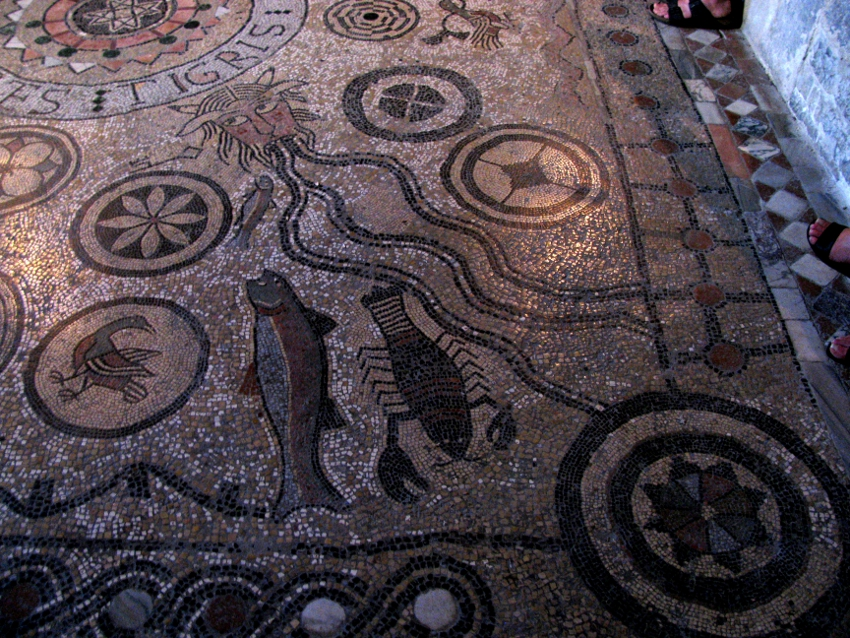
De Tigris

Het Mozaïek van de Vier Paradijsrivieren (Romaans 12e eeuw) bevindt zich in Die, in het Franse departement Drôme. De naam verwijst naar de vier rivieren van het Aards paradijs uit de Bijbel: Tigris, Eufraat, Gihon en Pishon. De namen van de vier rivieren staan prominent aangegeven in het midden.

## Ligging in Die
Het mozaïek bevindt zich op de vloer voor het altaar van de voormalige kapel Saint-Nicolas. De kapel is gebouwd in de 12e eeuw. De kapel was een deel van het bisschoppelijk paleis van Die en verrees op het eerste verdiep bovenop een Romeinse vestingtoren. Het mozaïek behoort tot de collectie van het Musée de Die et du Diois, dat in de buurt van de kapel ligt. Het is erkend als monument historique van Frankrijk.

## Datering
De eerste beschrijvingen over het mozaïek werden gepubliceerd in de 19e eeuw. Deze gaven als oorsprongsdatum de 4e-5e eeuw (dus laat-Romeins) of ook de 7e-8e eeuw (vroeg-middeleeuws). Latere kunsthistorici meenden dat de dateringen onjuist waren omdat het onmogelijk was dit mozaïek ergens uit te kappen en neer te leggen in een 12e-eeuwse toren. Het mozaïek volgt perfect de onregelmatige contouren van de kapel. Sinds de 20e eeuw is er consensus over een datering in de 12e eeuw.

## Beschrijving
Het geheel van het mozaïek beeldt de wereld uit, zoals geschapen in het Scheppingsverhaal. 
Centraal op de vloer staat een achtpuntige ster, die waarschijnlijk de Poolster uitbeeldt. Daarrond ligt een kring met twaalf zwarte bollen, die verwijzen naar de twaalf maanden of de twaalf sterrenbeelden uit de Dierenriem. Daarrond staan er 23 driehoekjes geschikt. Waarom het er geen 24 zijn zoals de 24 uren van een dag, blijft een mysterie.
De cirkel die daarrond ligt bevat de vier namen van de vier stromen. Vier stierenkoppen, met menselijke trekken, spuwen de watermassa naar de buitenrand van het mozaïek. Aan één zijde staat de Oceaan. 
De vier elementen zijn afgebeeld doorheen het mozaïek: aarde, water, wind en vuur. 
Naast elke rivier zijn er dieren en planten. Tussenin liggen er medaillons: sommige zijn zuiver meetkundig, andere tonen een sirene of een griffioen. Er staat ook een dubbel mes afgebeeld waarmee herders de schapen scheren.